# Prix du grand public du Salon du livre de Montréal - La Presse
Le prix du grand public du Salon du livre de Montréal - La Presse a été créé en 1983 par le quotidien La Presse et le Salon du livre de Montréal afin de promouvoir le livre et la lecture.
La lauréat reçoit une bourse de 2000 $ offerte par La Presse, ainsi qu'une œuvre de l'artiste verrier Denis Gagnon.

## Lauréats
- 1983 - Collectif Clio
- 1983 - Roger Lacasse
- 1984 - Lysiane Gagnon
- 1985 - Yves Beauchemin
- 1986 - René Lévesque
- 1987 - Arlette Cousture
- 1988 - Fernand Seguin
- 1989 - Yves Beauchemin
- 1990 - Michel Tremblay
- 1991 - Arlette Cousture
- 1992 - Paul Ohl
- 1993 - Francine Ouellette
- 1994 - Michel Tremblay
- 1995 - Bertrand Gauthier
- 1996 - Marguerite Lescop, Le tour de ma vie en 80 ans
- 1997 - Marie Laberge, Annabelle
- 1998 - Micheline Lachance, Roman de Julie Papineau
- 1999 - Gaétan Soucy, La petite fille qui aimait trop les allumettes
- 2000 - Yves Beauchemin, Les émois d'un marchand de café
- 2001 - Marie Laberge, Le goût du bonheur
- 2002 - Marie Laberge, Florent
- 2003 - Yann Martel, L'histoire de Pi
- 2004 - Roméo Dallaire, J'ai serré la main du diable
- 2005 - Janette Bertrand, Ma vie en trois actes
- 2006 - Richard Béliveau et Denis Gingras, Les Aliments contre le cancer
- 2007 :
  - Volet Littérature - Michel Tremblay, Le Trou dans le mur, Leméac / Actes sud
  - Volet Essais et livres pratiques - Jean-François Nadeau, Bourgault, Lux éditeur
- 2008 :
  - Volet Littérature - Michel Tremblay, La Traversée du continent, Leméac / Actes sud
  - Volet Essais et livres pratiques - Jacques Salomé, À qui ferais-je de la peine si j’étais moi-même, Éditions de l’Homme
- 2009 :
  - Volet Littérature - Michel Tremblay, La Traversée de la ville, Leméac / Actes sud
  - Volet Essais et livres pratiques - Richard Béliveau et Denis Gingras, La Santé par le plaisir de bien manger, Trécarré
- 2010 :
  - Volet Littérature - Michel David, Un bonheur si fragile, Hurtubise
  - Volet Essais et livres pratiques - Kim Thúy, Ru, Libre Expression